# Castello di Kratochvíle
Il castello di Kratochvíle (in ceco Zámek Kratochvíle) si trova a Petrův Dvůr, località di Netolice, comune del Distretto di Prachatice nella Boemia Meridionale, Repubblica Ceca. Il complesso, che risale al XVI secolo, viene considerato monumento culturale nazionale. 

## Storia

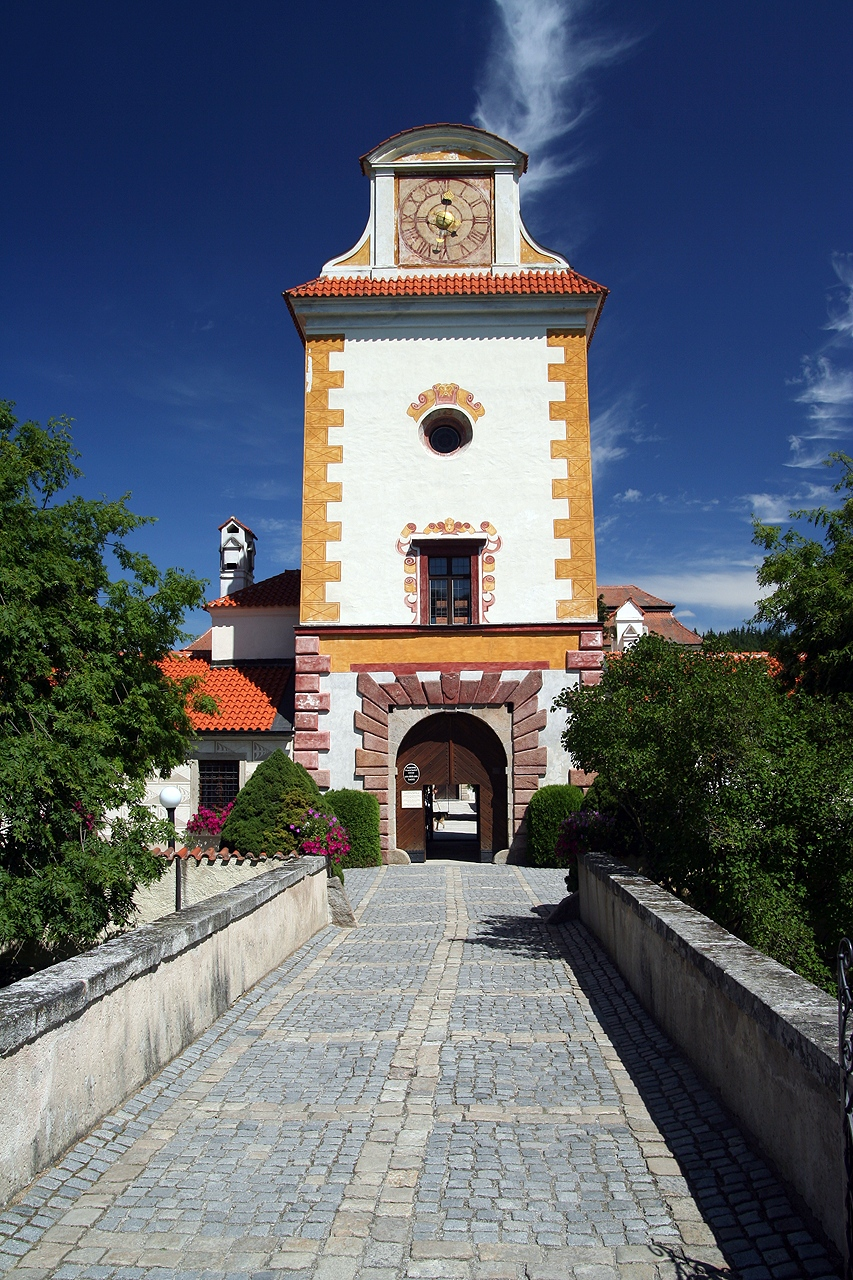
Torre con ingresso ad arco e ponte di accesso

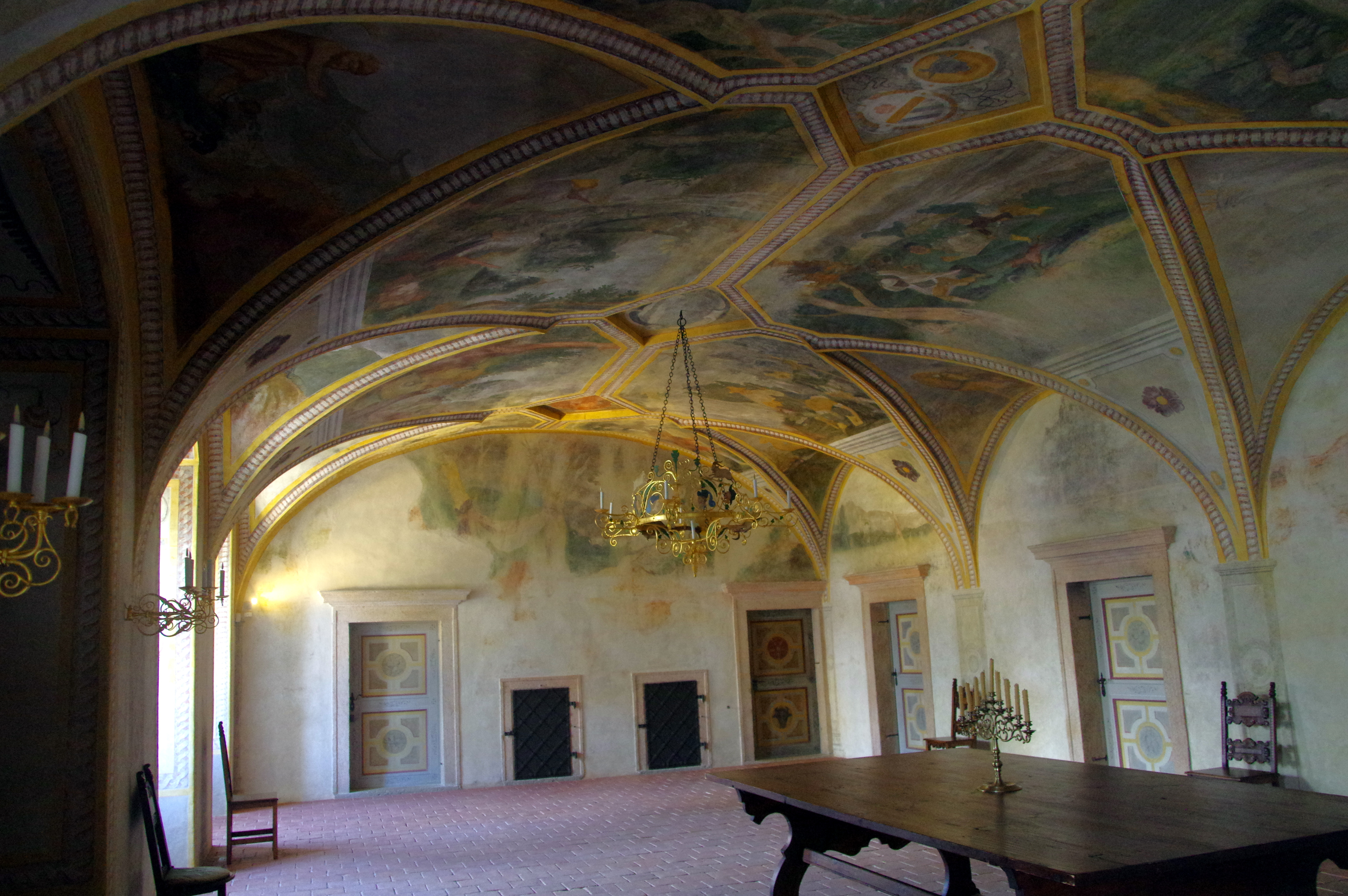
Interno della villa principale

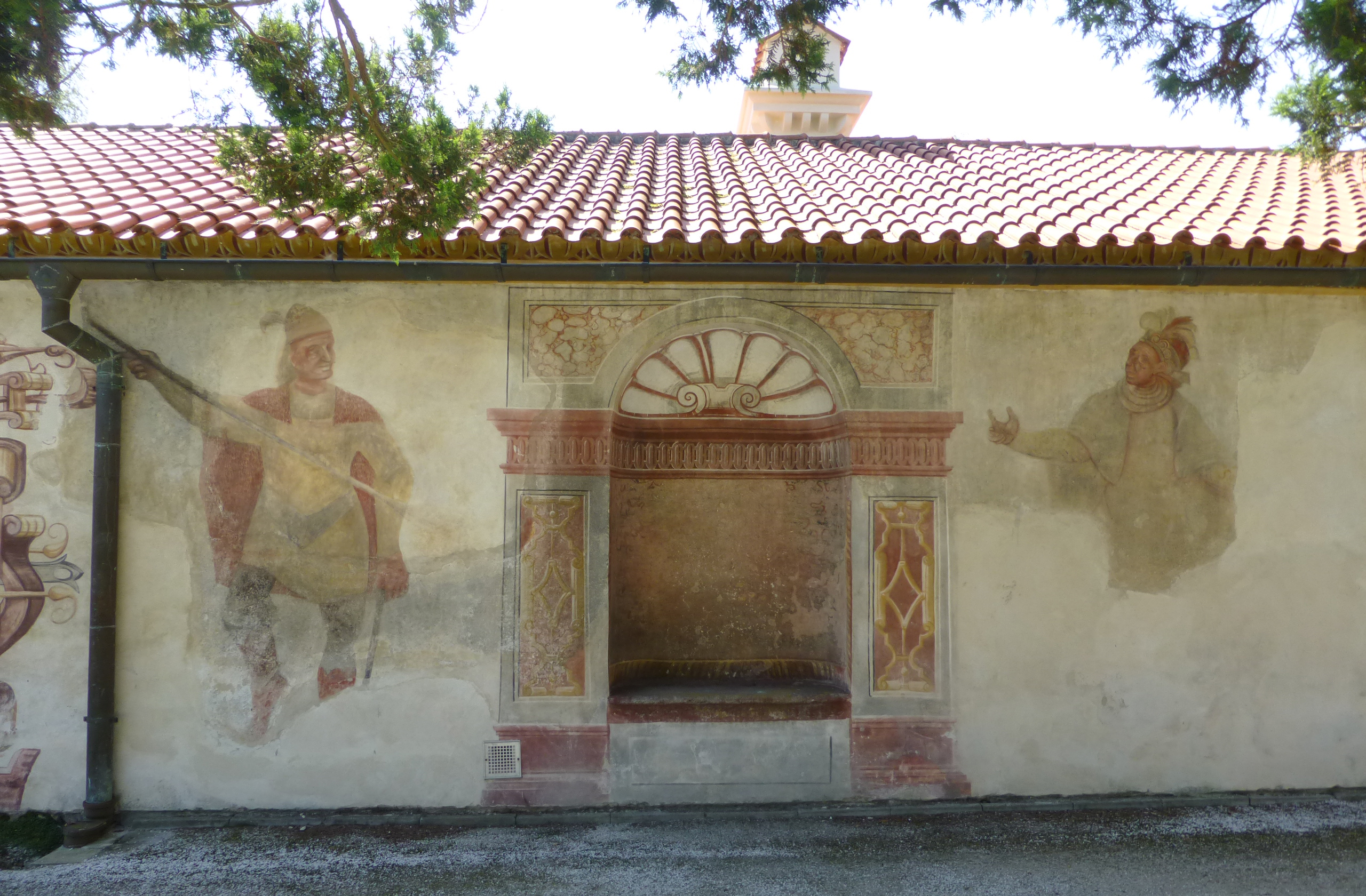
Particolare delle pareti esterne affrescate

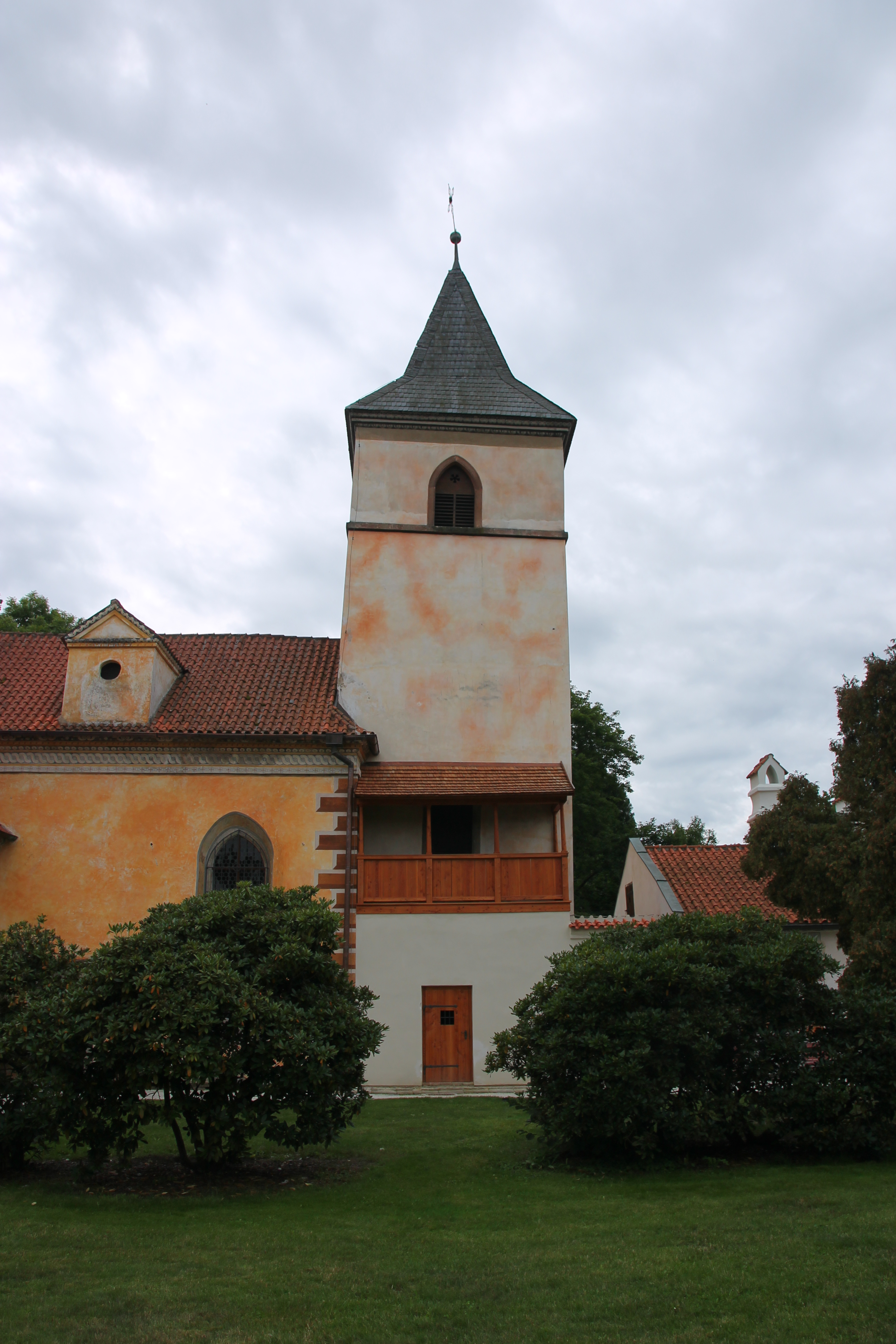
chiesa della Natività della Vergine Maria

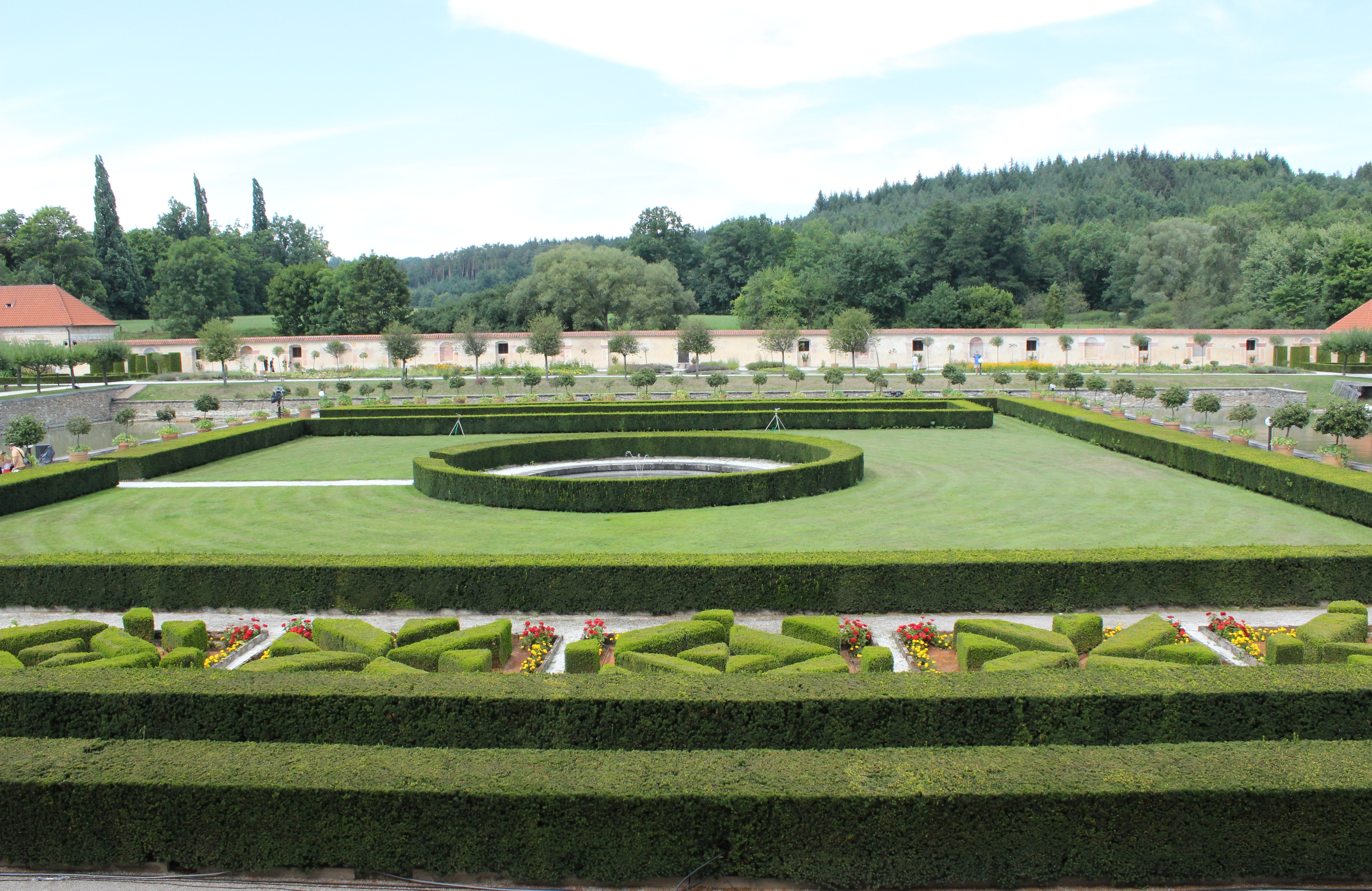
Parco

Sul posto del palazzo in stile rinascimentale che ci è pervenuto si trovava originariamente la fattoria Leptáč. Nel 1569 Krčín di Jelčany, noto costruttore della Boemia meridionale, iniziò a trasformare la struttura per trasformarla in casino di caccia. Nel 1583 Vilém di Rožmberk, nuovo proprietario, incaricò Baldassare Maggi di modificare l'edificio sul modello delle ville italiane. Maggi ridisegnò l'area immaginandola racchiusa in un grande rettangolo con un muro di cinta su tre lati costituito da case isolate. Non collocò la villa gentilizia al centro della pianta, ma la spostò sul fronte del giardino perpendicolare all'asse principale sottolineato dalla grande torre d'ingresso. Il viale d'ingresso terminava con una piccola casa sul lato ovest e con una chiesetta sul lato est. Le difficili condizioni del terreno paludoso resero necessario il rafforzamento delle fondazioni con pali di ontano, che pietrificandosi in assenza di aria nel fango divennero un importante elemento statico dell'intera struttura. Le decorazioni pittoriche e in stucco degli interni furono realizzate dal pittore Georg Widman e dallo stuccatore italiano Antonio Melana. Nel 1601 la difficile situazione finanziaria costrinse l'allora proprietario Petr Vok a vendere la tenuta di Český Krumlov, compreso il castello di Kratochvíle, all'imperatore Rodolfo II d'Asburgo. Questi non visitò mai il castello e si limitò a vedere la sua nuova tenuta solo da alcuni dipinti realizzati per lui dal pittore Bartolomej Beránek-Jelínek. Nel 1622 l'edificio venne ceduto al nobile stiriano Jan Oldřich di Eggenberg. Nel 1719 la tenuta passò nelle mani di nuovi proprietari e negli anni tra il 1762 e il 1764 fu demolito il tetto rinascimentale originale e fu sostituto dalla copertura mansardata che ci è pervenuta. Nella villa, dopo che finì di essere utilizzata per la caccia, furono allestiti appartamenti ufficiali. Nel XIX secolo a Schwarzenbergy, presso Kratochvíle, fu fondato un istituto per orfani, un archivio e un museo dei monumenti artistici dei manieri Netoly e Prachatic. Dopo il 1922 il castello fu nazionalizzato sulla base della riforma fondiaria. Negli anni tra il 1926 e il 1933 fu utilizzato dal Museo regionale dell'agricoltura e alla fine della seconda guerra mondiale il castello fu utilizzato per conservare le collezioni del museo civico di České Budějovice. Nel 1950 il castello fu rilevato dalla Commissione Culturale Nazionale (Národní památkový ústav), che lo inserì tra i monumenti culturali di prima categoria. Dalla metà del XX secolo sono iniziati lavori di restauro del castello  con la riparazione dei rilievi in stucco, il restauro dei graffiti e delle pitture murali ed è stata effettuata anche la messa in sicurezza statica dell'edificio. Dal 1981 al 2006 il castello è stato utilizzato come sede dell'esposizione del film d'animazione ceco, al quale sono stati adattati tutti gli interni.

## Descrizione
Il  complesso dell'edificio rinascimentale di Kratochvíle si trova ad ovest di Petrův Dvůr, frazione di Netolice nella Boemia Meridionale, Repubblica Ceca. La struttura è di grande estensione ed è formata da numerosi edifici quasi tutti posti sotto tutela. Nella villa principale è presente la cosiddetta Sala d'Oro, che conserva i dipinti murali con le figure tratte dall'Antico Testamento di Sansone e Dalila ed altre figure della mitologia greca. Altre stanze sono state decorate a grottesche, in cui si intrecciano delicatamente motivi animali e vegetali, pesci e gamberi, in ricordo dei laghetti tipici del paesaggio della Boemia meridionale.
Di particolare interesse è la torre a due piani con ingresso ad arco semicircolare che domina l'intera facciata del castello e che fu edificata in stile barocco dopo l'incendio del 1684. Su entrambi i lati sono presenti edifici al piano terra. Il portale d'ingresso conserva i ganci con incavo per il ponte levatoio, segnalati anche da fori per carrucole negli angoli. Le facciate laterali e quella sul giardino sono simili. La chiesa della Natività della Vergine Maria, che si trova nel complesso, ha una navata unica con presbiterio pentagonale e torre campanaria che si addossa alla facciata occidentale. La sala ha copertura con volta a botte.

### Monumento culturale della Repubblica Ceca
La tutela dei monumenti della Repubblica Ceca considera il complesso del castello di Kratochvíle a Netolice un monumento culturale nazionale tutelato col numero di catalogo 1000154314. Oggetto della tutela è l'intera area della residenza estiva rinascimentale con giardino circondato da un muro e da un fossato. L'insieme delle costruzioni storiche conservno con una quantità significativa di tracce d'epoca.